# Janusz Popławski (śpiewak)
Janusz Popławski (ur. 26 października 1898 w Ostrowcu Świętokrzyskim, zm. 10 marca 1971 w Gliwicach) – polski śpiewak operowy, operetkowy i filmowy.
Oprócz występów operowych i operetkowych nagrywał także w wytwórniach płytowych: Cristal-Electro, Columbia i w końcu Odeon, a tuż po wojnie w „Muzie”. Tam nagrał tango Violetta oparte na motywach Traviaty Verdiego. Tango to, napisane przez Othmara Klosego w latach 1938–1939, święciło tryumfy w całej Europie. Pieśniarz nazywany „słonecznym tenorem” nagrał też wiele innych przebojów, m.in. Złociste chryzantemy, Czy pamiętasz tę noc w Zakopanem, Granadę, Morfinę, Kwiat paproci etc. Ważnym wydarzeniem w życiu artystycznym śpiewaka było zaproszenie go do USA w 1934 roku przez Polsko-Amerykańskie Towarzystwo Operowe. W Chicago Civic Opera Home wystąpił w partii Jontka w operze Halka Stanisława Moniuszki. W czasie wojny występował w oficjalnych, dopuszczonych przez okupanta, teatrzykach rewiowych. Janusz Popławski wrócił po wojnie w 1946 roku do Warszawy i występował na Scenie Muzyczno-Operowej Miejskich T. Dramatycznych w Warszawie, w latach 1949–1952 śpiewał w Teatrze Nowym w Warszawie. Od 1953 aż do śmierci w Operetce Śląskiej w Gliwicach. Przez dwa lata był jej kierownikiem artystycznym. 
Pierwszą żoną Janusza Popławskiego była znana ze sceny śpiewaczka Maryla Karwowska, a drugą, z którą ożenił się w 1953, była Janina Mikulska.
W czasie swej kariery posługiwał się pseudonimami: Jan Bolesta i Marian Olszewski.

## Dyskografia (wybór)

### wytwórnia Odeon (10" single 78 obr./min.)
- Piosenka przed snem - Walc angielski z filmu Królewna Śnieżka (1938)
- Piosnkę znam tylko jedną z filmu Królewna Śnieżka (1938)
- Czy pamiętasz tę noc w Zakopanem / Pedro (N46008, 1939)
- Habanera / Fernando lub Habanera / Joanna
- Wesele / Upojny walczyk

### Zakłady Fonograficzne w Warszawie (Muza,) 10" single 78 obr./min.
- Kwiat paproci / Gdy nie wiesz (jako Marian Olszewski, z Orkiestrą Taneczną Piotra Szymanowskiego) nr 1016
- Srebrna serenada / Za późno (jako Marian Olszewski, z Orkiestrą Taneczną Piotra Szymanowskiego) nr 1017
- Zasmuconej / Zawód (fortepian – Jerzy Lefeld) nr 1027
- Jak w serenadzie / Miłość i smutek (jako Marian Olszewski, z Orkiestrą Taneczną Piotra Szymanowskiego) nr 1048